# Sulaiman Khan Karrani
Sulaiman Khan Karrani fue un gobernante del sultanato de Bengala, que reinó desde la muerte de su hermano mayor, Taj Khan Karrani, en 1566, hasta 1572. Según el Riyaz-us-Salatin, trasladó la sede del gobierno desde la ciudad de  Gaur a Tanda.
Sulaimán, su hermano Taj y los hijos de Sulaimán,  Bayazid y Daud Khan Karrani, gobernaron un estado vasallo afgano de corta duración del emperador mogol Akbar, el Grande, en Bengala. Dominaron la zona mientras Sulaiman rindió homenaje al Akbar. Los afganos derrotados por Akbar comenzaron a congregarse bajo su bandera. Los afganos no eran técnicamente los gobernantes de Bengala sino que el puesto era principalmente nominal.

## Relación con Akbar
Sulaiman Khan Karrani no estableció su propia moneda durante su reinado, un acto que habría sido equivalente a declarar la condición de Estado a los gobernantes  mogoles.  También honró a Akbar como el gobernante supremo de Bengala al exigir que las mezquitas leyeran el nombre de Akbar en Khutbah, el sermón de las oraciones congregacionales del viernes en Bengal, principal ocasión formal para la predicación pública en la tradición islámica.  Los historiadores citan estos actos para mantener la paz diplomática entre Bengala y el Imperio mogol durante la vida de Akbar.

## Conquista de Odisha
Aunque el norte de la India y algunas partes del sur estaban gobernados por los personajes musulmanes, aún no habían podido conquistar a Odisha,  uno de los veintinueve estados que, junto con los siete territorios de la Unión, forman la República de la India. En 1568, Sulaiman Khan envió a su hijo Bayazid Khan Karrani y al famoso general Kalapahad (Kala Pahar) contra el último rey de Odia Gajapati, Mukunda Deva. Después de algunas batallas importantes contra Odias, y ayudado por la guerra civil en otras partes de Odisha, Sulaiman pudo someter toda el área bajo su dominio. Kalapahad saqueó el templo de Jagannath y tomó a Puri bajo control. Sulaiman Karrani nombró a Lodi Khan y Qutlu Khan Lohani gobernadores de Odisha y Puri, respectivamente.

## Conquista de Koch Bihar
Sulaiman Khan Karrani envió al general Kala Pahar contra el rey Vishwa Singha de  Kamata (más tarde Koch Bihar bajo los mogoles). Kala Pahar cruzó el río Brahmaputra y avanzó hasta Tejpur, en el actual distrito de Dinajpur, la ciudad más importante al norte de Bangladés. Kala Pahar derrotó y capturó al general Kamata Shukladhwaja, tercer hijo de Bishwa Singha.

## Muerte y sucesión
Después de una resolución tranquila y pacífica durante siete años, Sulaiman Karrani murió el 11 de octubre de 1572, dejando su imperio a su hijo, Bayazid Khan Karrani.

## Religión
Sulaimán era un musulmán piadoso que vivía una vida observando todos los rituales religiosos. Construyó la mezquita de Sona en el viejo Maldah.
El historiador 'Abd al-Qadir Bada'uni menciona que cada mañana Sulaiman tenía una reunión piadosa con 150 Shaikhs y Ulama y solo a partir de ese momento se dedicaba a la transacción de negocios estatales.